# Fuente de Cibeles (México)
La fuente de la Cibeles en la Ciudad de México es una réplica exacta de la fuente de Cibeles que se encuentra ubicada en la plaza de Cibeles de Madrid, España. Se encuentra en el cruce de las calles Oaxaca, Durango, Medellín y el Oro, a dos cuadras de la glorieta de Insurgentes, en la alcaldía Cuauhtémoc de la Ciudad de México.
Fue emplazada como símbolo de hermandad entre la comunidad española y la mexicana en 1980 y fue remodelada en el 2011 como parte de un programa de mantenimiento y remodelación del gobierno capitalino.

## Historia

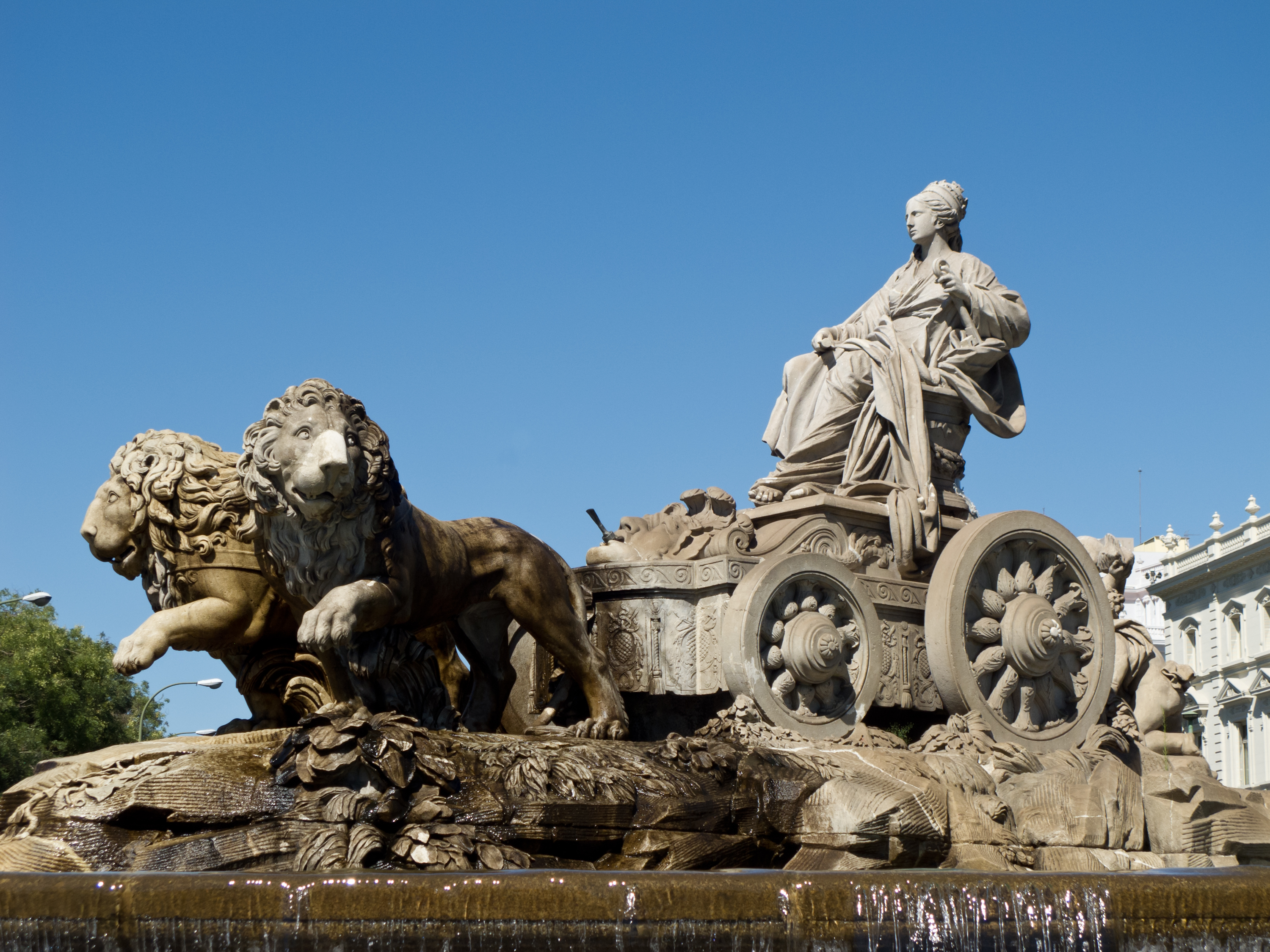
Fuente original ubicada en Madrid.

La fuente original madrileña fue realizada a instancias de Carlos III por el arquitecto Ventura Rodríguez y los escultores Francisco Gutiérrez Arribas y Roberto Michel entre los años 1777 y 1792. La fuente ubicada en México fue inaugurada el 5 de septiembre de 1980 por el presidente José López Portillo, el alcalde de Madrid Enrique Tierno Galván y por el Jefe del Departamento del D.F. Carlos Hank González.
La plaza en la que estaba ubicada ocupa el lugar de la antigua plaza de Miravalle, «creada en el siglo XIX en la intersección de las antiguas calzadas de acceso a los terrenos que formaban parte de las propiedades de la familia de la tercera Condesa de Miravalle» que eran las calles Durango y Oaxaca. Debajo de esta plaza se localizaba el pozo Pimentel que servía como fuente secundaria de agua potable para la Colonia Roma.
La plaza fue transformada en 1980 para que sus 17 670 m² alojaran la réplica exacta de la fuente de La Cibeles. Esta copia fue donada por la comunidad de residentes españoles en México. 
En el 2011 el Jefe de Gobierno del Distrito Federal, Marcelo Ebrard, anunció que la fuente estaba entre los 67 inmuebles que recibirían mantenimiento o remodelación. La renovación incluyó la “reintegración de piezas faltantes, la restauración de esculturas de bronce, la rehabilitación del sistema de bombeo, mejoramiento de las áreas verdes e iluminación del lugar, con el fin de ahorrar un 30% del consumo de energía eléctrica.” La reinauguración de la fuente se realizó el 21 de enero de 2011 con una ceremonia presidida por Marcelo Ebrard, el embajador de España en México, Manuel Alabart, y el secretario de Obras y Servicios del Gobierno del Distrito Federal, Fernando Aboitiz.

## Descripción y acceso
El grupo de esculturas mide aproximadamente 12.5 m de largo, 4.7 m de ancho y 5.5 m de alto con un peso de 12 toneladas.
Se encuentra ubicada a dos calles de la estación del metro Insurgentes en el cruce de las calles Oaxaca, Durango, Medellín y el Oro.  También se encuentra a dos cuadras de la estación de Metrobús Durango. 
La fuente se localiza en medio de una glorieta rodeada por comercios que conforman la Plaza Cibeles. Una vez a la semana se instala un tianguis conocido como “el tianguis de la Cibeles” o “el bazar de Oro” por la calle sobre la que se ubica, que desemboca en la fuente.

## Comunidad española
La fuente fue donada por la comunidad de residentes españoles en México y se “erige como símbolo de hermanamiento entre ambas metrópolis”, la Ciudad de México y Madrid.
El embajador de España en México, Manuel Alabart, agradeció al jefe de gobierno Marcelo Ebrard por las renovaciones realizadas en el 2011 en lo que llamó un “espacio emblemático” que acerca a Madrid y a la Ciudad de México, así como por la “calidez que la ciudad da a cerca de 40 mil españoles que radican en el Distrito Federal”. De la misma manera, Ebrard resaltó la labor emblemática de la remodelación, que “robustece los lazos de amistad entre España y México”.
Incluso los comercios que rodean a la plaza Cibeles se caracterizan por su estilo e influencia madrileña
y es costumbre que la fuente sea invadida por aficionados tanto españoles como mexicanos que apoyan a la selección de fútbol de España en la celebración de sus victorias.

## Simbolismo
La fuente consiste en la estatua de la diosa Cibeles, hija del cielo y la tierra, esposa de Saturno  y madre de Júpiter, que lleva corona, cetro y una llave, símbolos de su poder sobre la tierra y las estaciones, que va en un carro tirado por leones. Los leones representan a los personajes mitológicos Hipómenes y Atalanta, la cazadora del grupo de Diana.